# Harold Young
Harold Young (Portland, 13 de novembro de 1897 — Beverly Hills, 3 de março de 1972) foi um cineasta estadunidense. Seus trabalhos mais conhecidos são O Pimpinella Escarlate (1934), A Tumba da Múmia (1942) e Você já foi à Bahia? (1944).